# Perophora longicaulis
Perophora longicaulis är en sjöpungsart som beskrevs av Kott 2003. Perophora longicaulis ingår i släktet Perophora och familjen Perophoridae. Inga underarter finns listade i Catalogue of Life.